# (6850) 1981 QT3
(6850) 1981 QT3 (1981 QT3, 1968 FB, 1987 SS12) — астероїд головного поясу, відкритий 28 серпня 1981 року.
Тіссеранів параметр щодо Юпітера — 3,194.